# Ибрагимович, Арийон
Арийо́н Ибраги́мович (нем. Arijon Ibrahimović; родился 11 декабря 2005) — немецкий футболист, полузащитник клуба «Бавария», выступающий на правах аренды за «Хайденхайм».

## Клубная карьера
Уроженец Нюрнберга, Ибрагимович выступал за молодёжные команды «Гройтер Фюрт» и «Нюрнберг». В 2018 году стал игроком футбольной академии мюнхенской «Баварии». В сентябре 2022 года английская газета «Гардиан» включила его в список 60 лучших молодых талантов мирового футбола 2005 года рождения. 1 ноября 2022 года был включён в заявку «Баварии» на матч группового этапа Лиги чемпионов УЕФА против «Интернационале», но на поле не появился.
17 января 2023 года Арийон продлил контракт с «Баварией» до 2025 года и был включён в заявку основной команды. 11 февраля 2023 года дебютировал в Бундеслиге в матче против «Бохума», выйдя на замену Лерою Зане.

## Карьера в сборной
Выступал за сборные Германии до 16 и до 17 и до 18 лет. В мае 2022 года принял участие в чемпионате Европы среди юношей до 17 лет, который прошёл в Израиле, забив один гол в матче против сверстников из Люксембурга 19 мая.

## Достижения
«Бавария»
- Чемпион Германии: 2022/23

## Стиль игры
Выступает на позиции атакующего полузащитника, но действует «от штрафной до штрафной» (англ. box to box), обладая хорошими качествами как в атаке, так и в защите. По стилю игры его сравнивают с Леоном Горецка.

## Личная жизнь
Арийон родился в Германии в семье выходцев из Косово. Он не является родственником шведского нападающего Златана Ибрагимовича.